# Maria Barysz
Maria Barysz (ur. 6 lipca 1954) – polska chemik, profesor chemii kwantowej.

## Życiorys
W 1986 roku uzyskała stopień doktora nauk chemicznych, na Uniwersytecie Śląskim za rozprawę pt. Some Applications of Graph Theory in the Molecular Structures Investigation. W 1997 roku podjęła pracę z Zakładzie Chemii Kwantowej Uniwersytetu Mikołaja Kopernika w Toruniu. Pracę habilitacyjną pt. Metody dwukomponentowe w relatywistycznej chemii kwantowej obroniła w 2001 roku. Od 2010 piastuje funkcję kierownika Zakładu Chemii Kwantowej Wydziału Chemii UMK.

## Prace badawcze
- Nieosobliwe jedno- i dwukomponentowe metody relatywistycznej chemii kwantowej i ich zastosowania (2002)